# ロトカ・ヴォルテラ
「ロトカ・ヴォルテラ」は、KEYTALKの楽曲で、メジャー13枚目（通算16枚目）のシングル。2018年1月24日にGetting Betterから発売された。

## 解説
前作「セツナユメミシ」から約5か月ぶりのシングルで、2018年第一弾の作品。
表題曲「ロトカ・ヴォルテラ」のミュージック・ビデオが12月25日限定で先行公開され、後にカップリングの「アオイウタ」のミュージック・ビデオも公開された。
2018年2月5日付のオリコンシングルウィークリーチャートにて初登場8位を記録、2017年に発売された10thシングル「ASTRO」以来のトップ10入りとなった。

## 収録曲
| 全作詞・作曲: 首藤義勝。 |                        |          |            |      |
| #                        | タイトル               | 作詞     | 作曲・編曲 | 時間 |
| 1.                       | 「ロトカ・ヴォルテラ」 | 首藤義勝 | 首藤義勝   | 3:36 |
| 2.                       | 「アオイウタ」         | 首藤義勝 | 首藤義勝   | 3:39 |
| 合計時間:                | 合計時間:              | 7:15     |            |      |

楽曲解説
- ロトカ・ヴォルテラ
テレビ朝日『お願い！ランキング』1月度エンディングテーマ[4]
シリアスなワードセンスと脳内世界での渦巻く感情の揺らぎをテーマにした楽曲とのこと[5]。
- アオイウタ
ANA「音楽と旅が大好きだ#KEYTALKとANA旅」キャンペーンソング[6]
上記の通りカップリング曲だがミュージック・ビデオが存在し、メンバーの実際の演奏シーンと、メンバーそれぞれのイメージイラストキャラクターを粘土にして再現されたクレイアニメを用いたものとなっている。

## 収録アルバム
| 曲名               | 収録アルバム                                 | 発売日        |
| ------------------ | -------------------------------------------- | ------------- |
| ロトカ・ヴォルテラ | 『Rainbow』                                  | 2018年3月7日  |
| ロトカ・ヴォルテラ | 『Best Selection Album of Victor Years』     | 2020年3月18日 |
| アオイウタ         | 『Coupling Selection Album of Victor Years』 | 2020年3月18日 |